# Lago Isabel
Lago Isabel (en inglés: Lake Isabel) se encuentra en el Bosque nacional de San Isabel, en los condados de Pueblo y Custer, parte del estado de Colorado, en los Estados Unidos. El lago se encuentra en las montañas Wet. Este lago está ampliamente abierto a la pesca de los alrededores y sus productos son vendidos regularmente por el Departamento de Vida Silvestre de Colorado. Las actividades disponibles incluyen la pesca, el senderismo, el acampar y pasear en trineo en invierno.